# Priscilla Ahn
 (octobre 2024).
Si vous disposez d'ouvrages ou d'articles de référence ou si vous connaissez des sites web de qualité traitant du thème abordé ici, merci de compléter l'article en donnant les références utiles à sa vérifiabilité et en les liant à la section « Notes et références ».
Priscilla Ahn, né le 9 mars 1984 à Fort Stewart (Géorgie) est une auteure-compositrice-interprète et multi-instrumentiste américaine.

## Biographie

### Jeunesse
Priscilla Natalie Hartranft naît le 9 mars 1984 à Fort Stewart, en Géorgie, où elle passe une partie de son enfance, ainsi qu'en Corée du Sud. Fille de Harry et Kay Hartranft, elle reprend le nom de famille de sa mère biologique, qui est coréenne.[réf. nécessaire]
Elle vit pendant 10 ans à Reading, puis à Bernville, où elle fréquente les cours d'enseignement secondaire de la Tulpehocken Area High School jusqu'à l'obtention d'un diplôme.[réf. nécessaire]

### Carrière
Elle joue dans les cafés à Bernville, Reading et Philadelphie. Sur le conseil d'un professeur de musique de son collège, elle choisit de se consacrer à la chanson et s'installe à Los Angeles.[réf. nécessaire]
Elle fait des tournées[précision nécessaire]  avec Joshua Radin, Meiko et Cary Brothers, et chante sur l'album de Amos Lee Supply and Demand. Priscilla Ahn apparaît aussi aux côtés de Joshua Radin au Last Call with Carson Daly et y interprète sa chanson "Dream" au The Tonight Show with Jay Leno. Elle participe également au 2008 Hotel Cafe tour[réf. nécessaire].
Ses chansons, et notamment "Dream", sont reprises dans différentes bandes originales de films et séries (Grey's Anatomy,, Disturbia, Ghost Whisperer, Championnes à tout prix, Knight Rider (NBC)[réf. nécessaire]) et dans une publicité pour AkzoNobel[réf. nécessaire].
À partir de 2008, le magazine de musique Paste[réf. nécessaire] lui consacre plusieurs articles.

## Vie privée
Elle vit à Los Angeles (Californie) mais a vécu une grande partie de sa vie dans le Comté de Berks (Pennsylvanie). Depuis juin 2010, elle est mariée à l'acteur Michael Weston.

## Discographie

### Albums studio
- 2008 : A Good Day (Blue Note Records)
- 2011 : When You Grow Up (Blue Note Records)
- 2012 : Sayonara Color

### EP et Démos
- 2007 : Priscilla Ahn

### Singles
- 2008 : Dream (Blue Note Records)

### Bandes originales
Elle interprète un des titres du film Pacific Rim, sorti en 2013, ainsi que Fine on the Outside, musique du long métrage d'animation Souvenirs de Marnie réalisé par le studio Ghibli.